# Raymond Richards
Raymond Richards, född 18 april 2001, är en jamaicansk friidrottare som tävlar i höjdhopp. Vid inomhusvärldsmästerskapen i friidrott 2025 tog han brons i höjdhopp.